# Chiesa di Sant'Agnese (Somma Lombardo)
La chiesa prepositurale di Sant'Agnese è la parrocchiale di Somma Lombardo, in provincia di Varese ed arcidiocesi di Milano; è a capo del decanato di Somma Lombardo.

## Storia
Grazie alla Notitia Cleri del 1398 si conosce che all'epoca il prevosto di Somma era coadiuvato da un capitolo di sette canonici e che la pieve di Sant'Agnese aveva come filiali le cappelle San Michele e di Santa Maria a Golasecca, di Sant'Eusebio a Sesona, di San Martino Vescovo di Vergiate e di San Giorgio a Corgeno.

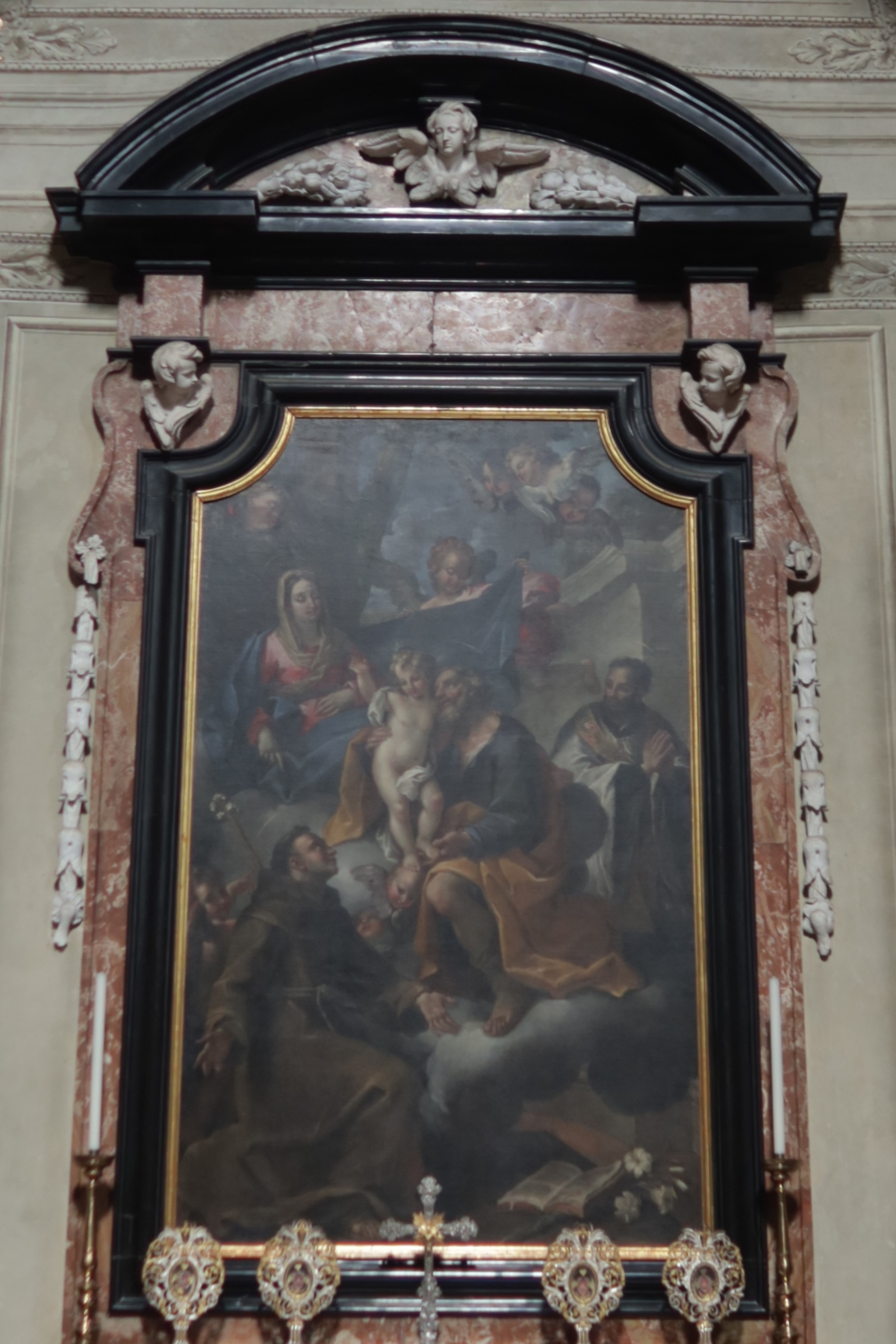
Ercole procaccini il giovane, Adorazione del Bambino con s. Antonio da Padova

Nel Cinquecento, successivamente al concilio di Trento, le pievi foraniali vennero trasformate in vicariati e così accadde anche per quella di Somma.

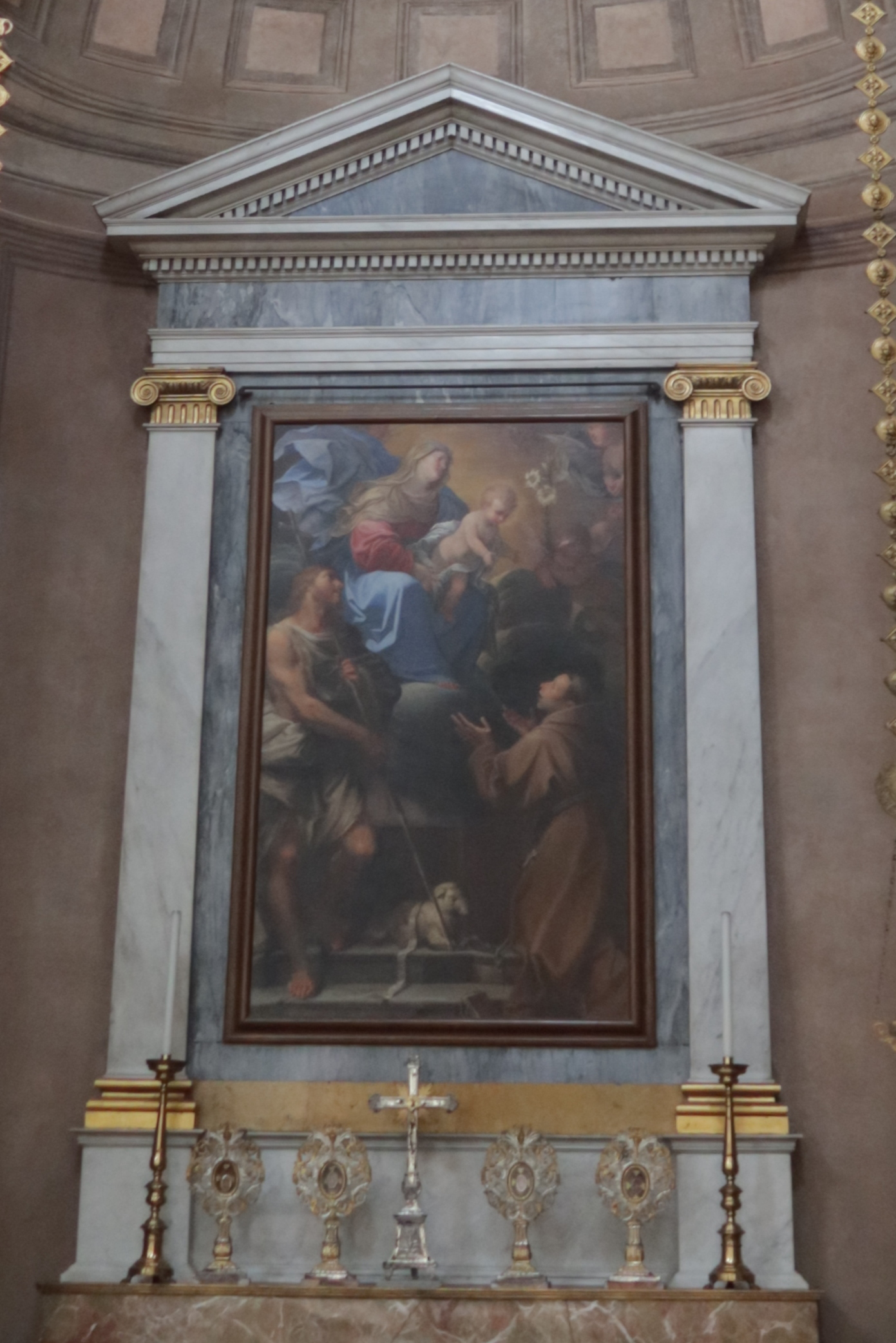
Giovanni Battista e Antonio da Padova implorano Maria, Antonio Busca

La prima pietra della nuova parrocchiale venne posta nel 1645; l'edificio, voluto da Francesco e Guido Visconti e disegnato da Francesco Maria Richini, fu terminato nel 1664, mentre tra il 1697 e il 1723 si provvide a realizzare il campanile su progetto di Giovanni Battista Quadrio.
Dalla relazione della visita pastorale del 1750 dell'arcivescovo Giuseppe Pozzobonelli s'apprende che a servizio della cura d'anime v'erano, oltre al parroco, anche quindici canonici e che la chiesa di Sant'Agnese aveva alle proprie dipendenze gli oratori di San Carlo al Lazzaretto, di San Rocco, di San Bernardino, di San Vito e di Santa Maria Maddalena.
Tra il 1846 e il 1848 l'interno dell'edificio fu consolidato e nel 1892 la facciata venne ultimata dall'ingegner Rodolfo Lazzari; nel 1899 l'arcivescovo Andrea Carlo Ferrari, compiendo la sua visita, trovò che la parrocchiale aveva come filiali oratori di San Vito, di San Bernardino, di San Rocco, di San Carlo, di Sant'Andrea Apostolo, di San Luigi Gonzaga e dell'Annunciazione, che il previsto era affiancato da due coadiutori e da un cappellano presso la chiesetta delle Case Nuove e che i fedeli ammontavano a circa 6000.
Le due cappelle di San Giuseppe e del Crocifisso furono rinnovate nel 1910 e tra il 1938 e il 1942 si provvide a posare il nuovo pavimento e la bussola centrale.
Nel 1965 venne realizzato il nuovo altare postconciliare rivolto verso l'assemblea, poi consacrato nel 1973; nel 1972, con la riorganizzazione territoriale dell'arcidiocesi voluta dal cardinale Giovanni Colombo, il vicariato di Somma fu sostituito dall'omonimo decanato.
Il 12 novembre 2004 ricevette il titolo di basilica minore.

## Descrizione

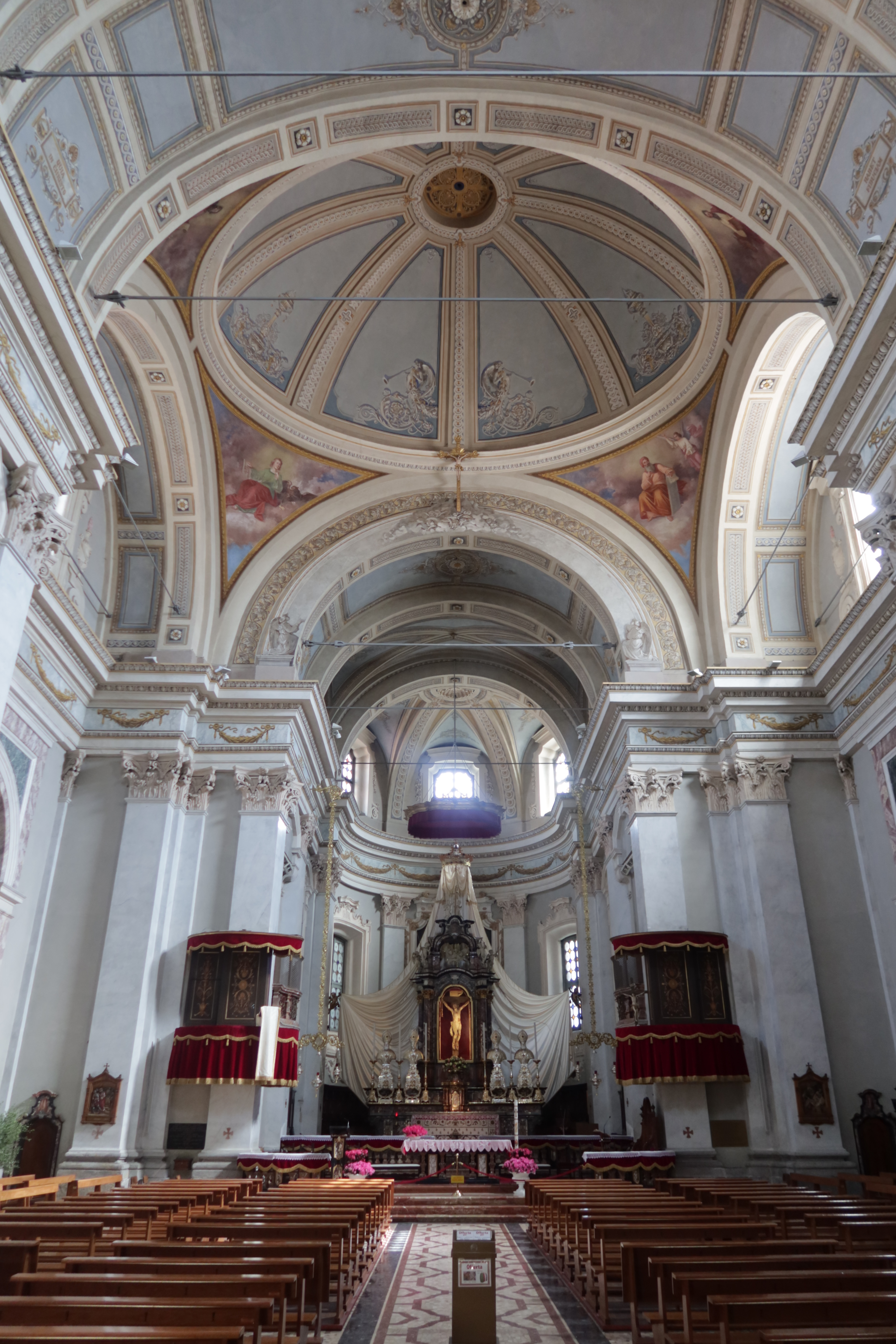
Interno

### Esterno
La facciata a capanna della chiesa, rivolta a sudovest, è suddivisa da una cornice marcapiano in due registri, entrambi scanditi da paraste; quello inferiore presenta i tre portali d'ingresso, di cui il centrale timpanato e i laterali architravati, mentre quello superiore è caratterizzato da una finestra e da due nicchie e coronato dal frontone dentellato.
Annesso alla parrocchiale è il campanile in pietra a base quadrata, la cui cella presenta una monofora per lato ed è coperta dal tetto a quattro falde.

### Interno
L'interno dell'edificio, la cui pianta è a croce latina, si compone di un'unica navata e del transetto. Le cappelle laterali si affacciano sulla navata, le cui pareti sono scandite da lesene sorreggenti la trabeazione sopra la quale s'imposta la volta; al termine dell'aula si sviluppa il presbiterio, rialzato di alcuni gradini e chiuso dall'abside semicircolare.
Qui sono conservate diverse opere di pregio, tra le quali la pala raffigurante i Santi Giovanni Battista e Antonio da Padova che implorano Maria, eseguita nel XVII secolo da Antonio Busca, gli affreschi ritraenti Maria assunta in cielo, la Presentazione di Gesù al Tempio, l'Annunciazione, lo Sposalizio della Vergine e la Visitazione di Elisabetta e la tela con soggetto la Natività, realizzata da Ercole Procaccini il Giovane.